# 1984 (canción)
"1984" es una canción por el músico británico David Bowie, para su álbum de 1974, Diamond Dogs. Escrita en 1973, estuvo inspirada por la novela de George Orwell, Nineteen Eighty-Four.
La influencia de funk/soul de la canción ha sido citada como una clara indicación al estilo musical de su siguiente álbum, Young Americans.

## Versiones en vivo
- Una interpretación en julio de 1974 de "1984" de la gira de Diamond Dogs fue publicada en David Live, el primer álbum en vivo de Bowie.[2]
- Una versión en vivo grabada durante la segunda etapa de la gira de Diamond Dogs en septiembre de 1974, fue publicada en el álbum en vivo de 2017, Cracked Actor (Live Los Angeles '74).[3]
- Una interpretación en vivo durante la tercera etapa de la gira, grabada en octubre de 1974, fue publicada en 2020, en I'm Only Dancing (The Soul Tour 74).[4]

## Posicionamiento
| Gráficas (1974)                          | Pico de posición |
| ---------------------------------------- | ---------------- |
| Nueva Zelanda (New Zealand Single Chart) | 17               |

## Otros lanzamientos
- La canción fue publicado como sencillo junto con "Queen Bitch" como lado B en julio de 1974.[5]
- La canción ha aparecido en numerosos álbumes compilatorios de David Bowie:
  - Chameleon (1979)
  - Changestwobowie (1981)
  - Fame and Fashion (1984)
  - Sound + Vision (1989)
  - The Best of David Bowie 1974/1979 (1998)

## Otras versiones
- Tina Turner versionó la canción para su álbum de 1984, Private Dancer. Ese mismo año, Turner fue una vocalista invitada para cantar junto con Bowie la canción "Tonight" para el álbum del mismo nombre.[6]

## Lista de canciones
Todas las canciones escritas por David Bowie.
1. "1984" – 3:27
2. "Queen Bitch" – 3:20

La versión japonesa del sencillo, tiene "Lady Grinning Soul" como lado B.

## Créditos
Créditos adaptados desde las notas del álbum.
- David Bowie – voz principal y coros, guitarra
- Alan Parker – guitarra
- Mike Garson – piano, clavecín
- Herbie Flowers – bajo eléctrico
- Tony Visconti – batería
- Tony Newman – batería

## Uso en la cultura popular
- La canción ha aparecido en el video Sorry de Flip Skateboards, en la parte de Arto Saari.
- Los primeros segundos de la canción fueron utilizados en el logo de Xenon Entertainment, ahora conocido como Xenon Pictures.